# Pays de Belvès
Pays de Belvès község Franciaország Új-Aquitania régiójában, Dordogne megyében. Új községként 2016. január 1-jén jött létre két korábbi község: Belvès és Saint-Amand-de-Belvès egyesítésével. Lakosainak száma 1310 fő (2022. január 1.).

## Népesség
| Lakosok száma | 1419 | 1384 | 1350 | 1337 | 1322 | 1310 |
|               | 2017 | 2018 | 2019 | 2020 | 2021 | 2022 |